# We Own the Night Tour
Tournées par Selena Gomez and the Scene
A Year Without Rain Tour
(2010-2011) Stars Dance Tour
(2013)
Le We Own The Night Tour est la 3e tournée du groupe américain Selena Gomez and the Scene. La tournée fera la publicité du troisième album studio du groupe. La tournée devait se faire essentiellement aux États-Unis mais finalement le groupe a fait 53 concerts dans ce pays ainsi que 6 en Amérique du Sud.

## La tournée
La tournée a été annoncée le 25 mars 2011 par Hollywood Records. Avec à peu près 30 concerts, la tournée se fera à travers les États-Unis durant tout l'été 2011. Selena Gomez a annoncé que durant toute la tournée, elle fera un hommage à la célèbre chanteuse pop Britney Spears en faisant un medley de ses chansons les plus connues comme ...Baby One More Time, Toxic, (You Drive Me) Crazy, Hold It Against Me, Oops!... I Did It Again et I'm a Slave 4 U.
La tournée sera également prolongée au Canada et en Amérique du Sud.

### Invités
- Allstar Weekend (États-Unis)

- Big Time Rush (Paso Robles)

- Christina Grimmie (États-Unis)

- JC Rosary (San Juan)

- Shawn Desman (Canada)

- Mia Mont (Lima)

- College 11 (Buenos Aires)

## Liste des titres aux États-Unis
1. A Year Without Rain
2. Hit The Light
3. Summer's Not Hot
4. Round and Round
5. The Way I Loved You
6. We Own The Night
7. Love You Like A Love Song
8. Spotlight
9. Bang Bang Bang
10. When The Sun Goes Down
11. Intuition
12. Falling Down
13. Super Bass (de Nicki Minaj)
14. Rock God
15. Middle Of Nowhere
16. My Dilemma
17. Off the Chain

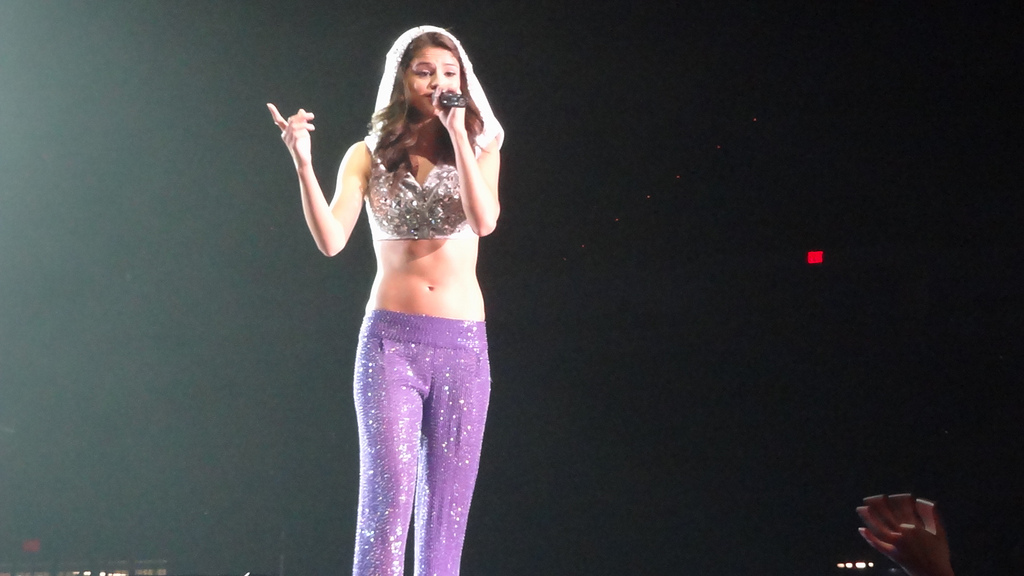
Selena Gomez performant lors d'un concert en 2011.

18. Medley des chansons de Britney Spears
  1. ...Baby One More Time
  2. (You Drive Me) Crazy
  3. I'm a Slave 4 U
  4. Oops!... I Did It Again
  5. Toxic
  6. Hold It Against Me
19. Whiplash
20. Tell Me Something I Don't Know
21. Naturally
22. Who Says
23. Magic

## Liste des titres en Amérique du Sud

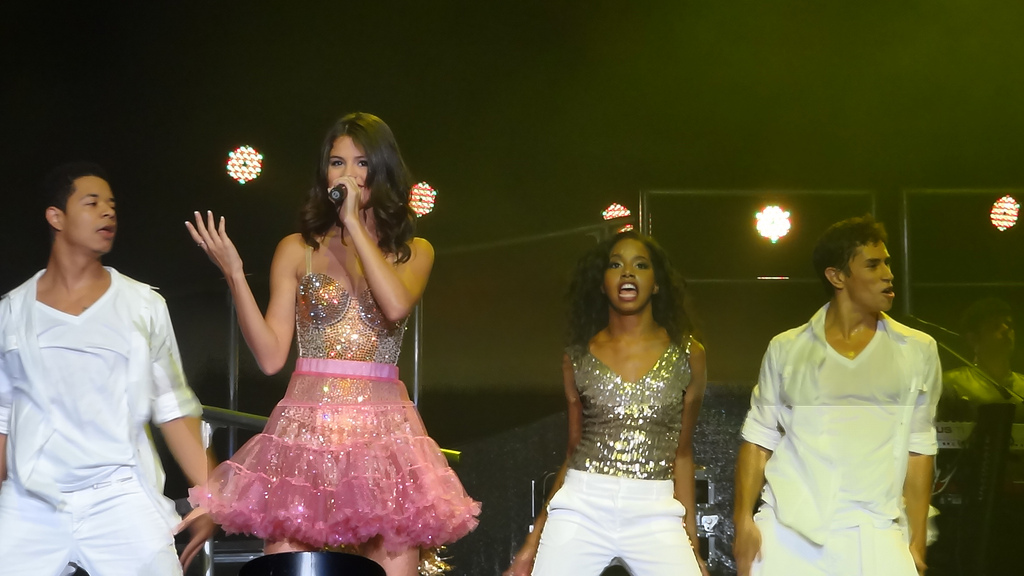
Selena Gomez et sa troupe de danseurs en concert en 2011 interprétant: Summer's Not Hot.

1. A Year Without Rain / Un Año Sin Ver Llover
2. Hit the Lights
3. Round and Round
4. Love You Like a Love Song
5. Spotlight
6. Bang Bang Bang
7. When The Sun Goes Down
8. We Own The Night
9. The House That Built Me (chanson de Miranda Lambert)
10. Falling Down / Super Bass (de Nicki Minaj)
11. Rock God
12. Mr. Saxobeat (chanson de Alexandra Stan)
13. Middle of Nowhere
14. Off the Chain
15. Whiplash
16. Tell Me Something I Don't Know
17. Magic
18. Naturally
19. Who Says

## Dates et lieux

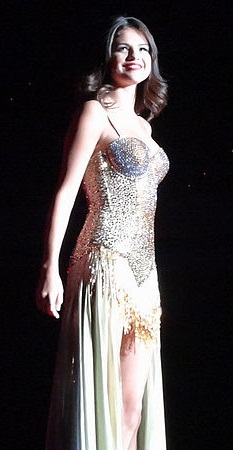
Selena Gomez lors de son We Own The Night Tour sur scène avec sa première tenue.

| Date               | Ville                          | Pays       | Lieu                                    |
| ------------------ | ------------------------------ | ---------- | --------------------------------------- |
| 24 juillet 2011    | Costa Mesa                     | États-Unis | Pacific Amphitheatre                    |
| 25 juillet 2011    | Paso Robles                    | États-Unis | Main Grandstand Arena                   |
| 28 juillet 2011    | Boca Raton                     | États-Unis | Count de Hoernle Amphitheatre           |
| 30 juillet 2011    | Clearwater (Floride)           | États-Unis | Ruth Eckerd Hall                        |
| 31 juillet 2011    | Saint Augustine                | États-Unis | St Augustine Amphitheatre               |
| 2 août 2011        | Atlanta                        | États-Unis | Chastain Park Amphitheatre              |
| 3 août 2011        | Charlotte (Caroline du Nord)   | États-Unis | Road Runner Mobile Amphitheatre         |
| 5 août 2011        | Bethel                         | États-Unis | Bethel Woods Center of the Arts         |
| 9 août 2011        | Darien                         | États-Unis | Darien Lake Performing Arts Center      |
| 10 août 2011       | Clarkston                      | États-Unis | DTE Energy Music Theatre                |
| 12 août 2011       | Papillion                      | États-Unis | Werner Park                             |
| 13 août 2011       | Chicago                        | États-Unis | UIC Pavilion                            |
| 14 août 2011       | Cleveland                      | États-Unis | Nautica Pavilion                        |
| 16 août 2011       | Gilford                        | États-Unis | Meadowbrook U.S. Cellular Pavilion      |
| 17 août 2011       | Unacasville                    | États-Unis | Mohegan Sun Arena                       |
| 19 août 2011       | Philadelphie                   | États-Unis | The Mann Center for the Performing Arts |
| 20 août 2011       | Holmdel (New Jersey)           | États-Unis | PNC Bank Arts Center                    |
| 21 août 2011       | Hershey (Pennsylvanie)         | États-Unis | Star Pavilion                           |
| 23 août 2011       | Toronto                        | Canada     | Molson Amphitheatre                     |
| 25 août 2011       | Boston                         | États-Unis | Bank Of America Pavilion                |
| 26 août 2011       | Lutherville-Timonium, Maryland | États-Unis | Timonium Racetrack                      |
| 29 août 2011       | Saint-Louis (Missouri)         | États-Unis | Fox Theatre                             |
| 31 août 2011       | Dallas                         | États-Unis | Gexa Energy Pavilion                    |
| 1er septembre 2011 | Kansas City (Missouri)         | États-Unis | Starlight Theatre                       |
| 3 septembre 2011   | Pueblo                         | États-Unis | Colorado State Fair Events Center       |
| 4 septembre 2011   | Broomfield (Colorado)          | États-Unis | 1st Bank Center                         |
| 7 septembre 2011   | West Valley City               | États-Unis | Maverik Center                          |
| 12 septembre 2011  | Puyallup                       | États-Unis | Northwest Concert Center                |
| 13 octobre 2011    | Victoria                       | Canada     | Save-on-Foods Memorial Centre           |
| 14 octobre 2011    | Vancouver                      | Canada     | Rogers Arena                            |
| 30 octobre 2011    | Montréal                       | Canada     | Centre Bell                             |
| 20 janvier 2012    | West Hollywood                 | États-Unis | House of Blues                          |
| 22 janvier 2012    | San Juan                       | Porto Rico | José Miguel Agrelot Coliseum            |
| 24 janvier 2012    | ville de Panama                | Panama     | Figali Convention Center                |
| 26 janvier 2012    | Mexico                         | Mexique    | Palacio de los Deportes                 |
| 30 janvier 2012    | Santiago                       | Chili      | Movistar Arena                          |
| 2 février 2012     | Lima                           | Pérou      | Jockey Club del Perú                    |
| 4 février 2012     | Rio de Janeiro                 | Brésil     | HSBC Arena                              |
| 5 février 2012     | São Paulo                      | Brésil     | Via Funcha                              |